# Jevgenyija Szergejevna Rogyina
Jevgenyija Szergejevna Rogyina (oroszul: Евгения Сергеевна Родина), (Moszkva, 1989. február 4. –) orosz hivatásos teniszezőnő, párosban junior Grand Slam-tornagyőztes.
2004-ben kezdte profi pályafutását. Egy egyéni és egy páros WTA 125K-torna győztese, emellett 14 egyéni és hat ITF-tornán végzett az első helyen. Legjobb egyéni világranglista-helyezése egyéniben a 67. hely, amit 2019. május 6-án ért el, párosban a 99. helyezés, amelyen 2011. október 24-én állt.
A Grand Slam tornákon a legjobb eredménye egyéniben a 4. kör, amelyet 2018-ban Wimbledonban ért el. Párosban a 2. körig jutott a 2008-as US Openen és a 2011-es wimbledoni teniszbajnokságon. A 2007-es Australian Open lány páros versenyének győztese.

## Junior Grand Slam döntői

### Páros

#### Győzelmek (1)
| Év   | Bajnokság       | Borítás | Partner         | Ellenfél                      | Eredmény      |
| ---- | --------------- | ------- | --------------- | ----------------------------- | ------------- |
| 2007 | Australian Open | Kemény  | Arina Rodionova | Julia Cohen Urszula Radwańska | 2–6, 6–3, 6–1 |

## WTA-döntői
| Összesítés           |                        |
| Grand Slam-torna (0) |                        |
| Tier I (0)           | Premier Mandatory* (0) |
| Tier II (0)          | Premier Five* (0)      |
| Tier III (0)         | Premier* (0)           |
| Tier IV (0)          | International* (0)     |
| Tier V (0)           | Challenger* (0)        |

* 2009-től megváltozott a tornák rendszere.
 Az egymás mellett azonos színnel jelölt tornatípusok között nincs teljes mértékű megfelelés.

### Páros

#### Elveszített döntői (1)
| No. | Dátum            | Helyszín                           | Borítás | Partner     | Ellenfél a döntőben           | Eredmény a döntőben | Eredmény a döntőben |
| 1.  | 2016. július 17. | Ladies Championship Gstaad, Gstaad | Salak   | Annika Beck | Lara Arruabarrena Xenia Knoll | 1–6, 6–3, [8–10]    |                     |

## WTA 125K-döntői

### Egyéni: 2 (1–1)
| Eredmény | No. | Dátum              | Torna                             | Borítás    | Ellenfél a döntőben       | Eredmény |
| -------- | --- | ------------------ | --------------------------------- | ---------- | ------------------------- | -------- |
| Győztes  | 1.  | 2016. november 20. | OEC Taipei WTA Challenger, Tajpej | Kemény (f) | Csang Kaj-csen            | 6–4, 6–3 |
| Döntős   | 1.  | 2018. november 11. | Open de Limoges, Limoges          | Kemény (f) | Jekatyerina Alekszandrova | 2–6, 2–6 |

### Páros: 1 (1–0)
| Eredmény | No. | Dátum            | Torna                          | Borítás | Partner           | Ellenfelek                       | Eredmény    |
| -------- | --- | ---------------- | ------------------------------ | ------- | ----------------- | -------------------------------- | ----------- |
| Győztes  | 1.  | 2019. március 5. | Indian Wells, Egyesült Államok | Kemény  | Kristýna Plíšková | Taylor Townsend Yanina Wickmayer | 7–6(7), 6–4 |

## ITF döntői

### Egyéni (13–7)
| Díjazás        |
| -------------- |
| $100,000 torna |
| $75,000 torna  |
| $50,000 torna  |
| $25,000 torna  |
| $15,000 torna  |
| $10,000 torna  |

| Eredmény | No. | Dátum                | Torna                          | Borítás     | Ellenfél                    | Eredmény      |
| -------- | --- | -------------------- | ------------------------------ | ----------- | --------------------------- | ------------- |
| Döntős   | 1.  | 2005. május 8.       | Dubrovnik, Horvátország        | Salak       | Vanja Ćorović               | 4–6 0–6       |
| Győztes  | 1.  | 2006. augusztus 26.  | Moszkva, Oroszország           | Salak       | Jekatyerina Makarova        | 7–6 6–3       |
| Győztes  | 2.  | 2006. november 5.    | Minszk, Fehéroroszország       | Szőnyeg (f) | Anasztaszija Pavljucsenkova | 6–4 6–3       |
| Döntős   | 2.  | 2007. április 1.     | Moszkva, Oroszország           | Kemény (f)  | Jekatyerina Makarova        | 4–6 7–6 3–6   |
| Győztes  | 3.  | 2007. október 22.    | Podolszk, Oroszország          | Szőnyeg     | Anna Lapuscsenkova          | 6–1 6–3       |
| Győztes  | 4.  | 2007. november 11.   | Minszk, Fehéroroszország       | Kemény (f)  | Sorana Cîrstea              | 6–1 6–1       |
| Döntős   | 3.  | 2007. december 15.   | Dubaj, Egyesült Arab Emírségek | Kemény      | Marija Kirilenko            | 5–7 2–6       |
| Győztes  | 5.  | 2009. március 30.    | Hanti-Manszijszk, Oroszország  | Szőnyeg     | Anna Lapuscsenkova          | 6–3 6–2       |
| Győztes  | 6.  | 2009. november 22.   | Pozsony, Szlovákia             | Kemény (f)  | Renata Voráčová             | 6–4 6–2       |
| Győztes  | 7.  | 2010. augusztus 8.   | Asztana, Kazahsztán            | Kemény      | Kacjarina Dzehalevics       | 4–6 6–1 6–4   |
| Döntős   | 4.  | 2010. november 21.   | Pozsony, Szlovákia             | Kemény      | Katerina Bondarenko         | 6–7 2–6       |
| Döntős   | 5.  | 2013. szeptember 8.  | Moszkva, Oroszország           | Salak       | Anasztaszija Vasziljeva     | 2–6 1–6       |
| Győztes  | 8.  | 2014. június 30.     | Middelburg, Hollandia          | Salak       | Angelique van der Meet      | 7–5, 7–5      |
| Döntős   | 6.  | 2014. augusztus 31.  | Fleurus, Belgium               | Salak       | Kristína Kučová             | 3–6 4–6       |
| Győztes  | 9.  | 2014. szeptember 1.  | Moszkva, Oroszország           | Salak       | Xenia Knoll                 | 7–6(7–2), 6–1 |
| Döntős   | 7.  | 2014. szeptember 13. | Moszkva, Oroszország           | Salak       | Vitalija Gyjacsenko         | 3–6 1–6       |
| Győztes  | 10. | 2014. szeptember 20. | Dobrich, Bulgária              | Salak       | Andreea Mitu                | 3–6, 7–5, 6–3 |
| Győztes  | 11. | 2014. november 3.    | Sarm es-Sejk, Egyiptom         | Kemény      | Laura Siegemund             | 6–2, 6–2      |
| Győztes  | 12. | 2014. november 16.   | Sarm es-Sejk, Egyiptom         | Kemény      | Laura Siegemund             | 5–7, 6–3, 6–2 |
| Győztes  | 13. | 2016. június 19.     | Ilkley, Egyesült Királyság     | Fű          | Rebecca Šramková            | 6–4, 6–4      |

### Páros (6–12)
| Borítás        |
| -------------- |
| $100,000 torna |
| $75,000 torna  |
| $50,000 torna  |
| $25,000 torna  |
| $15,000 torna  |
| $10,000 torna  |

| Eredmény | No. | Dátum               | Torna                          | Borítás    | Partner                     | Ellenfél                                    | Eredmény            |
| -------- | --- | ------------------- | ------------------------------ | ---------- | --------------------------- | ------------------------------------------- | ------------------- |
| Győztes  | 1.  | 2005. május 8.      | Dubrovnik, Horvátország        | Salak      | Natalija Bogdanova          | Tina Obrež Meta Sevšek                      | 4–6 6–4 6–4         |
| Döntős   | 1.  | 2006. július 22.    | Dnyipro, Ukrajna               | Salak      | Hrisztina Antonijcsuk       | Olena Antypina Nyina Bratcsikova            | 1–6 7–5 5–7         |
| Döntős   | 2.  | 2006. augusztus 25. | Moszkva, Oroszország           | Salak      | Mihaela Buzărnescu          | Marija Kondratyeva Jekatyerina Makarova     | 6–4 4–6 1–6         |
| Győztes  | 2.  | 2006. október 29.   | Podolszk, Oroszország          | Kemény (f) | Anasztaszija Pavljucsenkova | Vaszilisza Davidova Kacjarina Dzehalevics   | 6–1 6–2             |
| Döntős   | 3.  | 2006. november 1.   | Minszk, Fehéroroszország       | Szőnyeg    | Kacjarina Dzehalevics       | Darja Kusztava Jekatyerina Makarova         | 4–6 4–6             |
| Döntős   | 4.  | 2007. március 10.   | Minszk, Fehéroroszország       | Szőnyeg    | Jekatyerina Makarova        | Darja Kusztava Kacjarina Dzehalevics        | 6–4 4–6 4–6         |
| Győztes  | 3.  | 2007. április 1.    | Moszkva, Oroszország           | Kemény (f) | Alisza Klejbanova           | Arina Rodionova Kacjarina Dzehalevics       | 7–6 6–0             |
| Győztes  | 4.  | 2007. április 15.   | Biarritz, Franciaország        | Salak      | Yevgenia Savransky          | Ekaterina Lopes Iryna Brémond               | 2–6 6–1 6–3         |
| Győztes  | 5.  | 2007. április 23.   | Torrent, Spanyolország         | Salak      | Ekaterina Lopes             | Marta Marrero Carla Suárez Navarro          | 7–6 3–6 6–2         |
| Döntős   | 5.  | 2009. november 14.  | Minszk, Fehéroroszország       | Kemény     | Vesna Dolonc                | Ljudmila Kicsenok Nagyija Kicsenok          | 3–6 6–7             |
| Döntős   | 6.  | 2011. június 6.     | Nottingham, Egyesült Királyság | Fű         | Regina Kulikova             | Eva Birnerová Petra Cetkovská               | 3–6 2–6             |
| Győztes  | 6.  | 2013. augusztus 12. | Kazany, Oroszország            | Kemény     | Veronyika Kugyermetova      | Alekszandra Artamonova Martina Borecká      | 5–7 6–0 10–8        |
| Döntős   | 7.  | 2013. december 13.  | Madrid, Spanyolország          | Kemény     | Elica Kosztova              | Demi Schuurs Eva Wacanno                    | 1–6 2–6             |
| Döntős   | 8.  | 2014. május 5.      | Trnava, Szlovákia              | Kemény     | Margarita Gaszparjan        | Stephanie Vogt Cseng Szaj-szaj              | 4–6 2–6             |
| Döntős   | 9.  | 2014. május 26.     | Moszkva, Oroszország           | Kemény     | Jekatyerina Bicskova        | Anna Danilina Xenia Knoll                   | 3–6 2–6             |
| Döntős   | 10. | 2014. június 30.    | Middelburg, Hollandia          | Salak      | Veronyika Kugyermetova      | Angelique van der Meet Bernice van de Velde | 6–7(4), 6–3, [5–10] |
| Döntős   | 11. | 2014. augusztus 16. | Westende, Belgium              | Kemény     | Marina Melnyikova           | Ysaline Bonaventure Elise Mertens           | 2–6 2–6             |
| Döntős   | 12. | 2016. május 15.     | Trnava, Szlovákia              | Salak      | Anastasija Sevastova        | Anna Kalinszkaja Tereza Mihalikova          | 2–6 2–6             |

## Eredményei Grand Slam-tornákon

### Egyéni
| Grand Slam | Australian Open | Australian Open     | Roland Garros  | Roland Garros   | Wimbledon | Wimbledon         | US Open  | US Open            |
| Év         | Eredmény        | Utolsó ellenfél     | Eredmény       | Utolsó ellenfél | Eredmény  | Utolsó ellenfél   | Eredmény | Utolsó ellenfél    |
| 2008       | −               | −                   | 1. kör         | M Sarapova      | 3. kör    | A Csakvetadze     | 1. kör   | Hszie Su-vej       |
| 2009       | −               | −                   | −              | −               | −         | −                 | −        | −                  |
| 2010       | 1. kör          | MJ Martínez Sánchez | −              | −               | −         | −                 | −        | −                  |
| 2011       | 2. kör          | Li Na               | 1. kör         | Iryna Brémond   | 2. kör    | Flavia Pennetta   | 1. kör   | Petra Cetkovská    |
| 2012       | 1. kör          | Lucie Hradecká      | −              | −               | −         | −                 | −        | −                  |
| 2013       | −               | −                   | −              | −               | −         | −                 | −        | −                  |
| 2014       | −               | −                   | −              | −               | −         | −                 | −        | −                  |
| 2015       | 1. kör          | Karolína Plíšková   | 1. kör         | Simona Halep    | 2. kör    | Jelena Janković   | 2. kör   | Samantha Stosur    |
| 2016       | 1. kör          | A Szasznovics       | −              | −               | 2. kör    | Barbora Strýcová  | 2. kör   | Dominika Cibulková |
| 2017       | 1. kör          | A Pavljucsenkova    | 1. kör         | B Mattek-Sands  | 1. kör    | Karolína Plíšková | 2. kör   | Elina Szvitolina   |
| 2018       | Selejtező (Q2)  | Selejtező (Q2)      | Selejtező (Q3) | Selejtező (Q3)  | 4. kör    | Serena Williams   | 1. kör   | Sloane Stephens    |
| 2019       | 1. kör          | Markéta Vondroušová | 1. kör         | Madison Keys    | –         | –                 | –        | –                  |
| 2020       | –               | –                   | –              | –               | elmaradt  | elmaradt          | –        | –                  |
| 2021       | –               | –                   | –              | –               | –         | –                 | –        | –                  |
| 2022       | –               | –                   | –              | –               | kizárva   | kizárva           | 2. kör   | Ajla Tomljanović   |
| 2023       | 1. kör          | Katie Volynets      |                |                 |           |                   |          |                    |

### Páros
| Grand Slam | Australian Open        | Australian Open      | Roland Garros            | Roland Garros                    | Wimbledon             | Wimbledon                           | US Open                 | US Open                     |
| Év         | Eredmény Partner       | Utolsó ellenfél      | Eredmény Partner         | Utolsó ellenfél                  | Eredmény Partner      | Utolsó ellenfél                     | Eredmény Partner        | Utolsó ellenfél             |
| 2008       | –                      | –                    | –                        | –                                | –                     | –                                   | 2. kör Jelena Lihovceva | R Kops-Jones Abigail Spears |
| 2009       | –                      | –                    | –                        | –                                | –                     | –                                   | –                       | –                           |
| 2010       | –                      | –                    | –                        | –                                | –                     | –                                   | –                       | –                           |
| 2011       | –                      | –                    | –                        | –                                | 2. kör Sophie Lefèvre | Sorana Cîrstea Morita Ajumi         | –                       | –                           |
| 2012       | –                      | –                    | –                        | –                                | –                     | –                                   | –                       | –                           |
| 2013       | –                      | –                    | –                        | –                                | –                     | –                                   | –                       | –                           |
| 2014       | –                      | –                    | –                        | –                                | –                     | –                                   | –                       | –                           |
| 2015       | –                      | –                    | –                        | –                                | 1. kör J Kulicskova   | A Medina Garrigues A Parra Santonja | –                       | –                           |
| 2016       | –                      | –                    | –                        | –                                | –                     | –                                   | –                       | –                           |
| 2017       | –                      | –                    | 1. kör Varvara Lepchenko | Tuan Jing-jing Peng Suaj         | 1. kör N Vihljanceva  | Aojama Suko Jang Csao-hszüan        | –                       | –                           |
| 2018       | –                      | –                    | –                        | –                                | –                     | –                                   | –                       | –                           |
| 2019       | 1. kör Luksika Kumkhum | Alison Bai Zoe Hives | 1. kör Polona Hercog     | Alicja Rosolska Jang Csao-hszüan | –                     | –                                   | –                       | –                           |

## Év végi világranglista-helyezései
| Év     | 2004  | 2005 | 2006 | 2007 | 2008 | 2009 | 2010 | 2011 | 2012 | 2013 | 2014 | 2015 | 2016 | 2017 | 2018 | 2019 | 2020  | 2021 | 2022  |
| Egyéni | 1138. | 323. | 233. | 133. | 133. | 113. | 103. | 93.  | 343. | 468. | 152. | 84.  | 104. | 83.  | 88.  | 177. | 385.  | −    | 450.  |
| Páros  | −     | 578. | 218. | 160. | 171. | 342. | 212. | 102. | 744. | 477. | 157. | 131. | 155. | 249. | 182. | 373. | 1223. | −    | 1285. |